# Rivière Noire (rivière Péribonka)
Pour les articles homonymes, voir Rivière Noire.
La rivière Noire est un affluent de la rivière Péribonka, coulant dans la municipalité de Sainte-Monique, dans la municipalité régionale de comté (MRC) de Lac-Saint-Jean-Est), dans la région administrative du Saguenay-Lac-Saint-Jean, au Québec, au Canada.
L’agriculture constitue la principale activité économique du secteur ; les activités récréotouristiques (surtout la villégiature autour du lac Noir), en second ; la foresterie, en troisième.
La vallée de la rivière Noire est surtout desservie (en ordre, à partir de l’embouchure) par : la route 169, le chemin du 7e rang et le chemin du 5e rang Ouest,.
La surface de la rivière Noire habituellement gelée de la fin novembre au début avril, toutefois la circulation sécuritaire sur la glace se fait généralement de la mi-décembre à la fin mars.

## Géographie
Les principaux bassins versants voisins de la rivière Noire sont :
- Côté nord : rivière Péribonka, ruisseau Adric, ruisseau Morel, ruisseau Jaune, rivière à Michel, rivière Belley, rivière Saint-Ludger, rivière Alex ;
- Côté est : rivière aux Harts, rivière Mistouk, rivière aux Sables, rivière des Habitants, rivière Péribonka ;
- Côté sud : rivière Taillon, lac Saint-Jean ;
- Côté ouest : rivière Péribonka, Petite rivière Péribonka, rivière Mistassibi, rivière Mistassini[2].

La rivière Noire prend sa source à l’embouchure du lac Noir (longueur : 0,8 km ; altitude : 170 m). Cette source de la rivière est située à :
- 3,7 km au sud-est d’une baie de la rivière Péribonka ;
- 8,0 km au nord-est du centre du village de Sainte-Monique ;
- 8,0 km au nord-ouest du centre du village de L'Ascension-de-Notre-Seigneur ;
- 8,7 km au nord-est de l’embouchure de la rivière Noire (confluence avec la rivière Péribonka) ;
- 26,5 km au nord-est de l’embouchure de la rivière Péribonka (confluence avec le lac Saint-Jean).

À partir de sa source (lac Noir), le cours de la rivière Noire descend sur 14,7 km en traversant des zones agricoles, parfois des zones forestières, selon les segments suivants :
- 3,9 km vers l'ouest en zone de marais, puis le sud en coupant le chemin du 7e rang en fin de segment, jusqu’au ruisseau Brun (venant du nord-est) ;
- 10,8 km vers le sud-ouest en recueillant le ruisseau Néron (venant du nord) et le cours d’eau Joseph-Prescott (venant du nord), en passant près de la limite nord de la municipalité de Saint-Henri-de-Taillon, puis remontant vers le nord-ouest en coupant la route 169 du côté sud du village, jusqu’à l'embouchure de la rivière[2].

L'embouchure de la rivière Noire se déverse au fond d’une baie sur la rive est de la rivière Péribonka, en avant du pont de la rue Saint-Jean route 169, soit du côté sud du village de Sainte-Monique. Cette confluence est située à :
- 7,0 km au nord du lac Saint-Jean ;
- 8,9 km au nord-ouest du centre du village de Saint-Henri-de-Taillon ;
- 13,3 km au sud-est de l’embouchure de la rivière Alex (confluence avec la rivière Péribonka) ;
- 18,1 km à l'est de l’embouchure de la rivière Péribonka (confluence avec le lac Saint-Jean) ;
- 15,7 km au nord de l’embouchure du lac Saint-Jean (confluence avec la Grande Décharge) ;
- 27,1 km au nord-ouest du centre-ville d’Alma[2].

À partir de l’embouchure de la rivière Noire, le courant descend le cours de la rivière Péribonka sur km vers l'ouest. À l’embouchure de cette dernière, le courant traverse sur 29,3 km le lac Saint-Jean vers l’est, puis emprunte le cours de la rivière Saguenay vers l'est jusqu'à la hauteur de Tadoussac où il conflue avec le fleuve Saint-Laurent.

## Toponymie
Le toponyme « rivière Noire » a été officialisé le 11 mai 1976 à la Banque des noms de lieux de la Commission de toponymie du Québec.